# Temporada 2020 del Campeonato de Fórmula Regional de las Américas
La temporada 2020 del Campeonato de Fórmula Regional de las Américas fue la tercera edición de dicho campeonato, y la primera bajo el nombre de «Fórmula Regional». El sueco Linus Lundqvist ganó el campeonato de pilotos, quien además fue participante del trofeo de novatos, y Global Racing Group el de equipos.
Lundqvist ganó 15 de las 17 carreras de la temporada, mientras que David Malukas fue quien ganó las dos restantes.

## Equipos y pilotos
Lista de participantes:
| Equipo                        | N.º | Piloto             | Estado | Rondas |
| ----------------------------- | --- | ------------------ | ------ | ------ |
| Crosslink/Kiwi Motorsport     | 2   | Joshua Car         | N      | Todas  |
| Relentless Motorsports        | 4   | Mitch Egner        | N      | 2      |
| Relentless Motorsports        | 93  | Andrew Dobbie      | N      | 2-3    |
| Global Racing Group           | 9   | James Roe, Jr.     |        | Todas  |
| Global Racing Group           | 22  | Dario Cangialosi   | N      | Todas  |
| Global Racing Group           | 24  | Benjamin Pedersen  |        | 1-2    |
| Global Racing Group           | 26  | Linus Lundqvist    | N      | Todas  |
| Global Racing Group           | 51  | Nicky Hays         | N      | Todas  |
| Jay Howard Driver Development | 11  | Antonio Serravalle | N      | 1      |
| Velocity Racing Development   | 11  | Hunter Yeany       | N      | 6      |
| Velocity Racing Development   | 14  | Mathias Soler-Obel |        | 1-2    |
| Velocity Racing Development   | 27  | Matt Round-Garrido |        | 4      |
| Abel Motorsports              | 15  | Jacob Abel         |        | Todas  |
| Abel Motorsports              | 19  | Blake Upton        |        | 1-3    |
| Momentum Motorsports          | 16  | Kent Vaccaro       |        | 1      |
| Newman Wachs Racing           | 23  | Victor Franzoni    | N      | Todas  |
| Newman Wachs Racing           | 48  | Jordan Missig      | N      | Todas  |
| HMD Motorsports               | 39  | Marco Kacic        |        | 6      |
| HMD Motorsports               | 55  | Santiago Urrutia   | N      | 1      |
| HMD Motorsports               | 59  | Kyffin Simpson     | N      | 4-6    |
| HMD Motorsports               | 79  | David Malukas      | N      | Todas  |
| HMD Motorsports               | 99  | Logan Cusson       |        | 3-6    |
| Jensen Global Advisors        | 99  | Logan Cusson       |        | 1-2    |
| Andretti Autosport            | 68  | Danial Frost       | N      | 1-4    |

| Icono | Leyenda |
| ----- | ------- |
| N     | Novato  |

## Resultados
| Ronda | Ronda | Circuito                               | Fecha            | Pole position   | Vuelta rápida   | Piloto ganador      | Equipo ganador      |
| ----- | ----- | -------------------------------------- | ---------------- | --------------- | --------------- | ------------------- | ------------------- |
| 1     | C1    | Mid-Ohio Sports Car Course, Lexington  | 27 de junio      | Linus Lundqvist | Linus Lundqvist | Linus Lundqvist     | Global Racing Group |
| 1     | C2    | Mid-Ohio Sports Car Course, Lexington  | 28 de junio      |                 | Linus Lundqvist | Linus Lundqvist     | Global Racing Group |
| 2     | C1    | Virginia International Raceway, Alton  | 18 de julio      | Linus Lundqvist | Linus Lundqvist | Linus Lundqvist     | Global Racing Group |
| 2     | C2    | Virginia International Raceway, Alton  | 19 de julio      |                 | Linus Lundqvist | Linus Lundqvist     | Global Racing Group |
| 2     | C3    | Virginia International Raceway, Alton  | 19 de julio      | Joshua Car      | Linus Lundqvist | Global Racing Group |                     |
| 3     | C1    | Barber Motorsports Park, Birmingham    | 1 de agosto      | Linus Lundqvist | Linus Lundqvist | Linus Lundqvist     | Global Racing Group |
| 3     | C2    | Barber Motorsports Park, Birmingham    | 2 de agosto      |                 | Linus Lundqvist | Linus Lundqvist     | Global Racing Group |
| 3     | C3    | Barber Motorsports Park, Birmingham    | 2 de agosto      | Linus Lundqvist | Linus Lundqvist | Global Racing Group |                     |
| 4     | C1    | Sebring International Raceway, Sebring | 26 de septiembre | Linus Lundqvist | David Malukas   | David Malukas       | HMD Motorsports     |
| 4     | C2    | Sebring International Raceway, Sebring | 27 de septiembre |                 | Linus Lundqvist | Linus Lundqvist     | Global Racing Group |
| 4     | C3    | Sebring International Raceway, Sebring | 27 de septiembre | Victor Franzoni | Linus Lundqvist | Global Racing Group |                     |
| 5     | C1    | Homestead-Miami Speedway, Homestead    | 3 de octubre     | Linus Lundqvist | Linus Lundqvist | Linus Lundqvist     | Global Racing Group |
| 5     | C2    | Homestead-Miami Speedway, Homestead    | 4 de octubre     |                 | Linus Lundqvist | Linus Lundqvist     | Global Racing Group |
| 5     | C3    | Homestead-Miami Speedway, Homestead    | 4 de octubre     | Linus Lundqvist | David Malukas   | HMD Motorsports     |                     |
| 6     | C1    | Circuito de las Américas, Austin       | 24 de octubre    | Linus Lundqvist | Linus Lundqvist | Linus Lundqvist     | Global Racing Group |
| 6     | C2    | Circuito de las Américas, Austin       | 25 de octubre    |                 | Linus Lundqvist | Linus Lundqvist     | Global Racing Group |
| 6     | C3    | Circuito de las Américas, Austin       | 25 de octubre    | Linus Lundqvist | Linus Lundqvist | Global Racing Group |                     |

- Fuente: f3americas.com[3]

## Clasificaciones

### Sistemas de puntos
| Posición | 1.º | 2.º | 3.º | 4.º | 5.º | 6.º | 7.º | 8.º | 9.º | 10.º |
| Puntos   | 25  | 18  | 15  | 12  | 10  | 8   | 6   | 4   | 2   | 1    |

- Fuente: f3americas.com[4]

### Campeonato de Pilotos
| Pos. | Piloto             | MOH | MOH | VIR | VIR | VIR | BAR | BAR | BAR | SEB | SEB | SEB | HMS | HMS | HMS | COA | COA | COA | Puntos |
| ---- | ------------------ | --- | --- | --- | --- | --- | --- | --- | --- | --- | --- | --- | --- | --- | --- | --- | --- | --- | ------ |
| 1    | Linus Lundqvist    | 1   | 1   | 1   | 1   | 1   | 1   | 1   | 1   | 6   | 1   | 1   | 1   | 1   | 2   | 1   | 1   | 1   | 401    |
| 2    | David Malukas      | 2   | 2   | 5   | 3   | 3   | 3   | 3   | 2   | 1   | 5   | 3   | 2   | 2   | 1   | 3   | 3   | 2   | 283    |
| 3    | Victor Franzoni    | 3   | 8   | 4   | 6   | 4   | 2   | 4   | 4   | 3   | 2   | 2   | 3   | 11  | 3   | 2   | 2   | 3   | 225    |
| 4    | Nicky Hays         | 9   | 7   | 10  | 4   | 7   | 4   | 2   | 3   | 11  | 6   | 7   | 4   | 4   | 6   | 5   | 7   | 8   | 138    |
| 5    | Jacob Abel         | 6   | 6   | 6   | 9   | Ret | 7   | 5   | Ret | 5   | 3   | 5   | 7   | 5   | 8   | 4   | 4   | 5   | 131    |
| 6    | Joshua Car         | 14  | 5   | 2   | 2   | 2   | 5   | 6   | 10  | 4   | Ret | Ret | 11  | 9   | Ret | 6   | 9   | Ret | 107    |
| 7    | James Roe, Jr.     | 5   | 12  | Ret | 8   | 9   | 8   | 9   | 8   | 9   | 7   | 4   | 5   | 6   | 9   | 7   | 5   | 6   | 90     |
| 8    | Danial Frost       | 8   | 4   | 11  | NC  | 5   | 9   | 7   | 5   | 2   | Ret | DNS |     |     |     |     |     |     | 62     |
| 9    | Logan Cusson       | DNS | 14  | 8   | 13  | Ret | 13  | 12  | 12  | 10  | 4   | 8   | 6   | 3   | 4   | Ret | 13  | 7   | 62     |
| 10   | Jordan Missig      | 7   | 13  | 3   | 14  | 8   | 6   | 11  | 6   | NC  | Ret | DNS | 10  | 8   | 10  | 11  | 8   | Ret | 51     |
| 11   | Dario Cangialosi   | 12  | 9   | Ret | 10  | Ret | 10  | 10  | 9   | 8   | 9   | 10  | 9   | 10  | 5   | 9   | 11  | 9   | 31     |
| 12   | Benjamin Pedersen  | 4   | Ret | Ret | 5   | 6   |     |     |     |     |     |     |     |     |     |     |     |     | 30     |
| 13   | Kyffin Simpson     |     |     |     |     |     |     |     |     | 7   | Ret | 9   | 8   | 7   | 7   | 10  | 10  | 10  | 27     |
| 14   | Hunter Yeany       |     |     |     |     |     |     |     |     |     |     |     |     |     |     | 8   | 6   | 4   | 24     |
| 15   | Blake Upton        | 13  | 15  | 7   | 15  | 10  | 11  | 8   | 7   |     |     |     |     |     |     |     |     |     | 17     |
| 16   | Santiago Urrutia   | 15† | 3   |     |     |     |     |     |     |     |     |     |     |     |     |     |     |     | 15     |
| 17   | Matt Round-Garrido |     |     |     |     |     |     |     |     | NC  | 8   | 6   |     |     |     |     |     |     | 12     |
| 18   | Mathias Soler-Obel | 11  | 10  | 9   | 7   | 12  |     |     |     |     |     |     |     |     |     |     |     |     | 9      |
| 19   | Antonio Serravalle | 10  | 16  |     |     |     |     |     |     |     |     |     |     |     |     |     |     |     | 1      |
| 20   | Mitch Egner        |     |     | Ret | 11  | 11  |     |     |     |     |     |     |     |     |     |     |     |     | 0      |
| 21   | Andrew Dobbie      |     |     | 12  | 12  | 13  | 12  | Ret | 11  |     |     |     |     |     |     |     |     |     | 0      |
| 22   | Marco Kacic        |     |     |     |     |     |     |     |     |     |     |     |     |     |     | 12  | 12  | 11  | 0      |
| 23   | Kent Vaccaro       | NC  | 11  |     |     |     |     |     |     |     |     |     |     |     |     |     |     |     | 0      |
| Pos. | Piloto             | MOH | MOH | VIR | VIR | VIR | BAR | BAR | BAR | SEB | SEB | SEB | HMS | HMS | HMS | COA | COA | COA | Puntos |

| Color     | Resultado                                                               |
| --------- | ----------------------------------------------------------------------- |
| Oro       | Ganador                                                                 |
| Plata     | 2.ª plaza                                                               |
| Bronce    | 3.ª plaza                                                               |
| Verde     | Finalizó en los puntos                                                  |
| Azul      | Finalizó sin puntos                                                     |
| Azul      | NC - No clasificado                                                     |
| Violeta   | Ret - No terminó (Carrera)                                              |
| Rojo      | DNQ - No se clasificó                                                   |
| Negro     | DSQ - Descalificado                                                     |
| Blanco    | DNS - No empezó (carrera)                                               |
| Blanco    | WD - Retirado (fin de semana)                                           |
| Blanco    | C - Carrera cancelada                                                   |
| Sin color | DNP - Inscrito pero no participó                                        |
| Sin color | INJ - Lesionado                                                         |
| Sin color | EX - Excluido                                                           |
| Estado    | Resultado                                                               |
| Negrita   | Pole position                                                           |
| Cursiva   | Vuelta rápida                                                           |
| †         | Abandona, pero clasifica al completar el porcentaje requerido para ello |

- Fuente: f3americas.com[3][5]

### Campeonato de Equipos
| Pos. | Equipo                        | Puntos |
| ---- | ----------------------------- | ------ |
| 1    | Global Racing Group           | 571    |
| 2    | HMD Motorsports               | 363    |
| 3    | Newman Wachs Racing           | 276    |
| 4    | Abel Motorsports              | 148    |
| 5    | Crosslink/Kiwi Motorsport     | 107    |
| 6    | Andretti Autosport            | 62     |
| 7    | Velocity Racing Development   | 45     |
| 8    | Jensen Global Advisors        | 4      |
| 9    | Jay Howard Driver Development | 1      |
| 10   | Relentless Motorsports        | 0      |
| 11   | Momentum Motorsports          | 0      |

- Fuente: f3americas.com[3][6]